# Pasieki Zubrzyckie
Pasieki Zubrzyckie – wieś na Ukrainie w rejonie pustomyckim należącym do obwodu lwowskiego.
W miejscowości znajduje się Cmentarz Sychowski.

## Położenie
Na podstawie Słownika geograficznego Królestwa Polskiego i innych krajów słowiańskich: Pasieki Zubrzyckie to wieś w powiecie lwowskim, 10 km na południowy wschód od Lwowa.